# Orzech czarny
Orzech czarny (Juglans nigra L.) – gatunek drzewa należący do rodziny orzechowatych. Występuje naturalnie w Ameryce Północnej w środkowej i wschodniej części Stanów Zjednoczonych. W Polsce jest rzadko uprawiany, czasami dziczeje i uważany jest za gatunek lokalnie zadomowiony (kenofit).

## Morfologia

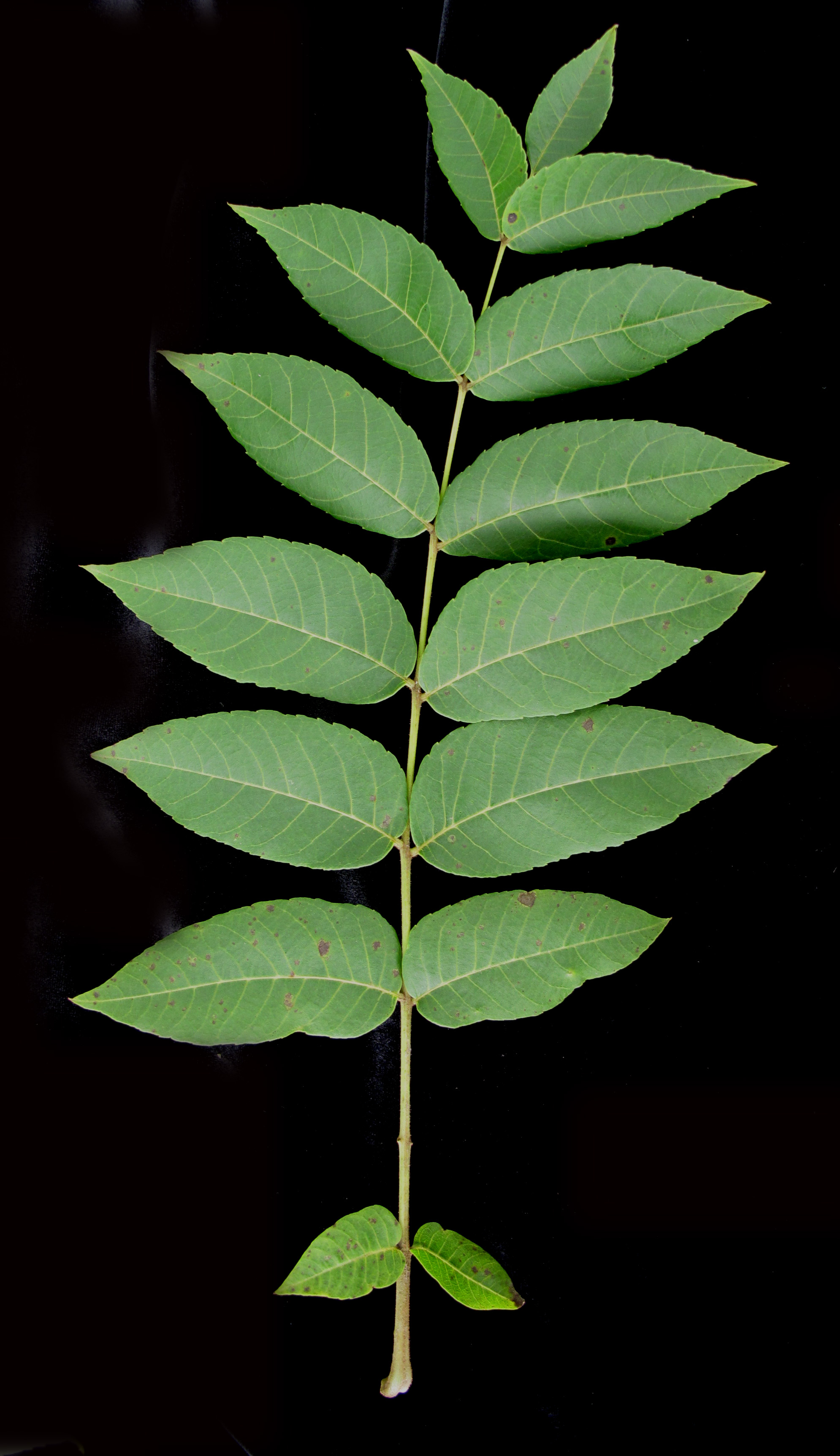
Liść

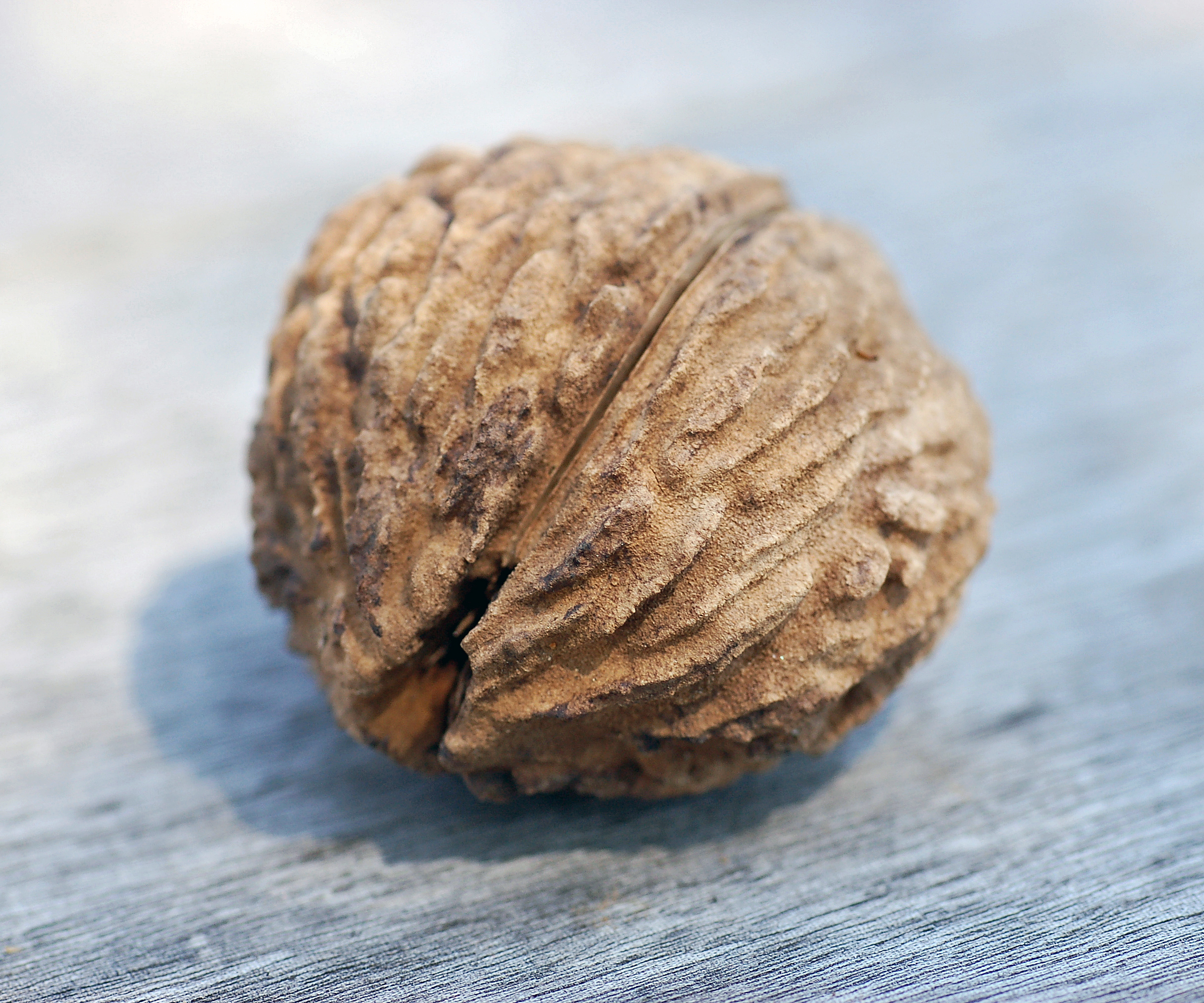
Owoc bez zielonej okrywy

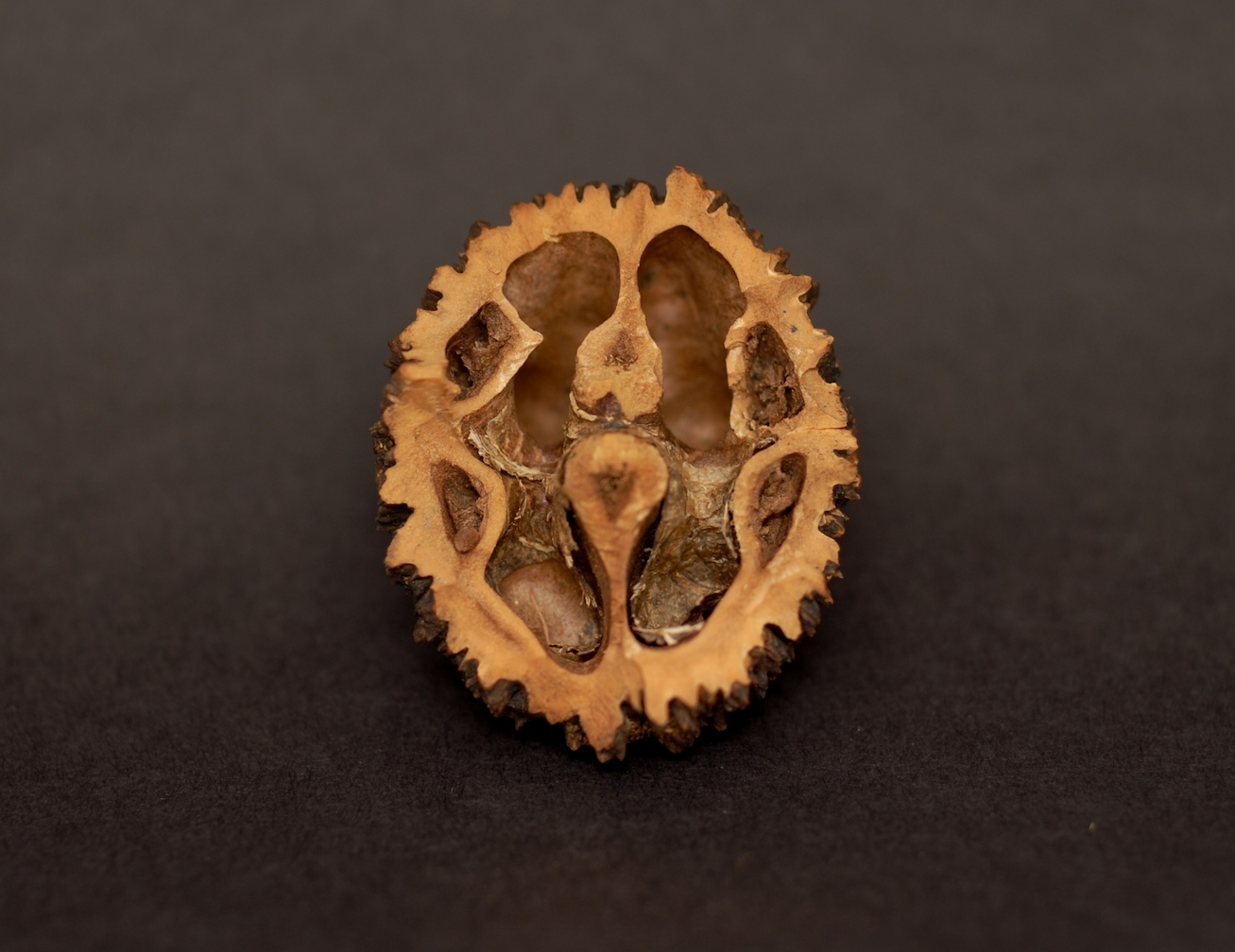
Owoc w przekroju

PokrójKorona drzewa kulista i szeroka. Dorasta do 35 m wysokości.
KoraKora ma szarą lub czarniawą barwę. Jest głęboko bruzdowana.
PędyPędy są miękko owłosione i mają brązową barwę. Pąki są aksamitne i jasnoszare.
LiścieLiście mają 30–60 cm długości. Są złożone z 10–23 listków o długości 6–12 cm. Listki są podłużnie jajowate, zaokrąglone u nasady, o ostrym wierzchołku, drobno piłkowane. Młode listki są obustronnie gruczołowato owłosione, starsze tylko od spodu. Wydzielają słaby zapach. Ogonek liściowy jest bardzo drobno owłosiony.
KwiatyKwiaty męskie w stożkowatych, grubych, odstających kotkach, zebranych po 2-5 na zeszłorocznych pędach. Kwiaty żeńskie niepozorne, zielonkawe, umieszczone są zawsze po pięć na szczytach gałązek. Kwitnie od maja do czerwca.
OwoceKuliste pestkowce średnicy 3–5 cm. Zewnętrzna okrywa zielona, silnie aromatyczna. Owocnia twarda, gruba, bruzdowana i czarnobrązowa. We wrześniu i październiku dojrzałe orzechy spadają z drzewa.

## Zmienność
Wyróżnia się odmianę uprawną 'Alburyensis'.

## Zastosowanie
- Orzech czarny sadzony jest w parkach w całej Europie od XVII wieku jako roślina ozdobna.
- Drewno było cenione w meblarstwie artystycznym, ze względu na ciemnobrunatne zabarwienie. Dawniej wykonywano z niego również śmigła do samolotów. Dziś przeważnie przerabia się je na okleiny, z powodu pięknego, kontrastowego rysunku jest wysoko cenione i na rynku światowym osiąga wygórowane ceny[7].